# 原州区
原州区（げんしゅう-く）は中華人民共和国寧夏回族自治区固原市に位置する市轄区。

## 行政区画
- 街道:南関街道、古雁街道、北塬街道
- 鎮:三営鎮、官庁鎮、開城鎮、張易鎮、彭堡鎮、頭営鎮、黄鐸堡鎮
- 郷:中河郷、河川郷、炭山郷、寨科郷